# Deutsch-moldauische Beziehungen

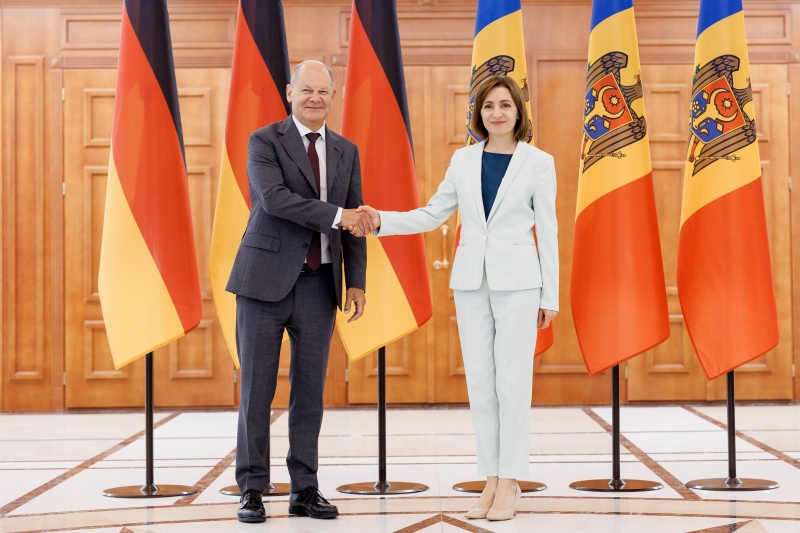
Bundeskanzler Olaf Scholz 2024 zu Besuch in Chișinău, empfangen von Präsidentin Maia Sandu

Die Bundesrepublik Deutschland erkannte die moldauische Unabhängigkeit am 14. Dezember 1991 an. Beide Staaten unterhalten seit dem 30. April 1992 diplomatische Beziehungen.
Deutschland unterhält eine Botschaft in Chișinău. Die Republik Moldau verfügt über eine Botschaft in Berlin und ein Generalkonsulat in Frankfurt am Main. Ein Honorarkonsul amtiert in Hamburg.
Von 1814 bis 1940 lebten sogenannte Bessarabiendeutsche auf den Territorien der heutigen Ukraine und Moldaus.
Guido Westerwelle besuchte Moldau im Juni 2010 als erster deutscher Außenminister. Die Bundeskanzlerin stattete Moldau am 22. August 2012 den ersten Besuch eines deutschen Regierungschefs ab und traf sich in Chișinău mit dem moldauischen Ministerpräsidenten Vladimir Filat.